# Joppeicus paradoxus
Joppeicus paradoxus Puton, 1881 (Rhynchota: Joppeicidae), è un insetto predatore, unica specie dell'albero tassonomico che fa capo alla superfamiglia Joppeicoidea Reuter, 1910 (Heteroptera Cimicomorpha).
L'insetto è lungo circa 3 mm, di forma allungata e depressa, con antenne ben sviluppate, rostro trimero, e tarsi biarticolati. È un predatore attivo su specie dannose alle derrate alimentari, in particolare su uova e larve di Coleotteri (Tribolium sp. e Oryzaephilus surinamensis) e su giovani larve di Lepidotteri (Ephestia sp. e Plodia interpunctella, ecc.). 
L'utilità di questo insetto si prospetta nell'impiego in lotta biologica in alternativa all'uso del bromuro di metile, per il quale è in corso il bando in ambito mondiale a causa del grave impatto ambientale. Alla luce di recenti prove sperimentali, J. paradoxus si sarebbe rivelato più efficace, nel controllo degli insetti dannosi alle derrate, di altri predatori già presenti in commercio , quale il Rincote Antocoride Xylocoris flavipes, mentre altre esperienze, condotte dagli stessi ricercatori, denotano un'efficacia minore .
La presenza del predatore è stata riscontrata in diverse regioni dell'Africa e del Medio Oriente e in magazzini di derrate alimentari in Thailandia .